# 塞勒姆鎮區 (密蘇里州鄧克林縣)
塞勒姆鎮區（英語：Salem Township）是位於美國密蘇里州鄧克林縣的一個行政鎮區。

## 地方資料
塞勒姆鎮區的面積為175.35平方千米，當中陸地面積為172.15平方千米，而水域面積為3.20平方千米。根據2020年美國人口普查的數據，當地共有人口2430人，而人口密度為每平方千米13.86人。